# Нирман, Инго
Инго Нирман (нем. Ingo Niermann; род. 1969, Билефельд) — современный немецкий писатель и журналист.

## Краткая биография
Инго Нирман учился на факультете философии. С 1989 г. живёт в Берлине и Лондоне. Свою карьеру как журналист он начал в Зюддойче Цайтунг и в воскресном выпуске Франкфуртер Алльгемайне Цайтунг, Франкфуртер Алльгемайне Зоннтагсцайтунг. В 2001 году вышел в свет его первый роман «Именно это» (Der Effekt в оригинале). Ещё в 1999 году Инго Нирман написал рассказ для антологии поп-литературных текстов «Месопотамия» (Mesopotamia), изданной Кристианом Крахтом, вследствие чего его имя с самого начала ассоциируется с поп-литературой. В 2003 году вышла в свет книга «Минус-Видения» (Minusvisionen), хроника неудачных попыток основать предприятие. В 2006 году — «Страна перестройки» (Umbauland), десять провокационных предложений к радикальной реформе Германии, в том числе атомное вооружение, а также требование земельной реформы при помощи вынужденного сельскохозяйственного создания дачных колоний.
В 2004 году вместе с Антье Майевски Инго Нирман курировал выставку «Атомная война» в дрезденском Кунстхаусе. В 2007 начало реализации проекта Пирамида» (Die Große Pyramide) в восточной Германии. В сентябре был символически положен первый камень на поле неподалёку от Штреца (Саксония-Анхальт).
В 2006 году вместе с Кристианом Крахтом совершил подъём на Килиманджаро, что ляжет в основу для совместной работы над романом «Метан» (Metan), который будет опубликован в 2007.

## Произведения
- Zehntausend Jahre (Erzählung), in Christian Kracht (Hg.), Mesopotamia, DVA, Stuttgart, 1999

(Десять тысяч лет. Рассказ в сборнике «Месопотамия», издатель: Кристиан Крахт)
- Der Effekt (Roman), Berlin Verlag, Berlin, 2001

(Русская версия: «Именно это», Изд-во: М.: АСТ, 2004 г.)
- Minusvisionen, Suhrkamp Verlag, Frankfurt/Main, 2003

(Минус-Видения)
- Atomkrieg (Ausstellungskatalog; mit Antje Majewski), Lukas & Sternberg, Berlin und New York, 2004

(Атомная война, выставочный каталог)
- Umbauland, Suhrkamp Verlag, Frankfurt/Main, 2006

(Страна перестройки)
- Metan (mit Christian Kracht), Rogner & Bernhard, Berlin, 2007

(Метан)
- Breites Wissen. Die seltsame Welt der Drogen und ihrer Nutzer (mit Adriano Sack), Eichborn Verlag, Frankfurt/Main, 2007

(Широкое знание. Странный мир наркотиков из их пользователей)
- China ruft dich, Rogner & Bernhard, Berlin, 2008

(Китай тебя зовёт)